# Яхнис Борис
Бори́с Я́хнис (1886, Харків — 1955) - лікар-фтизіатр родом з Харкова.
Закінчив Харківський університет (1911) і працював лікарем амбулаторії Харківського відділу Ліґи боротьби проти туберкульозу (1912 — 1921).
Керував відділом дитячого туберкульозу Харківського туберкульозного інституту (1925 — 1955).
Професор Харківського медичного інституту (1923 — 1931) та Харківського інституту вдосконалення лікарів (1931 — 1941 і 1944 — 1945). 
Разом з М. Цехновіцером вивчав профілактичну вакцинацію «БЦЖ».
Праці присвячені питанням клініки, терапії та профілактики туберкульозу, головним чином серед дітей та підлітків.